# Trójsklepka

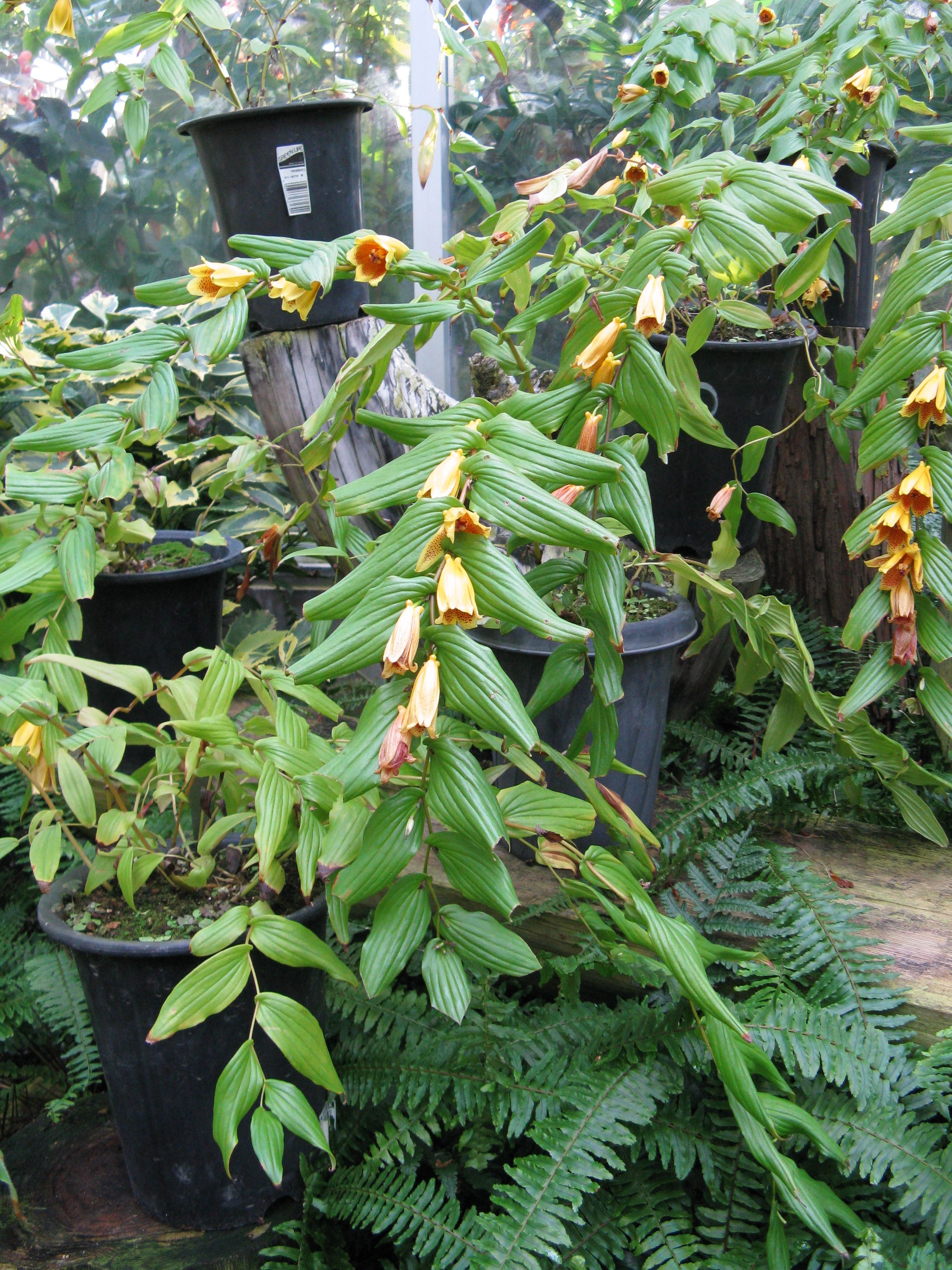
Pokrój Tricyrtis macranthopsis

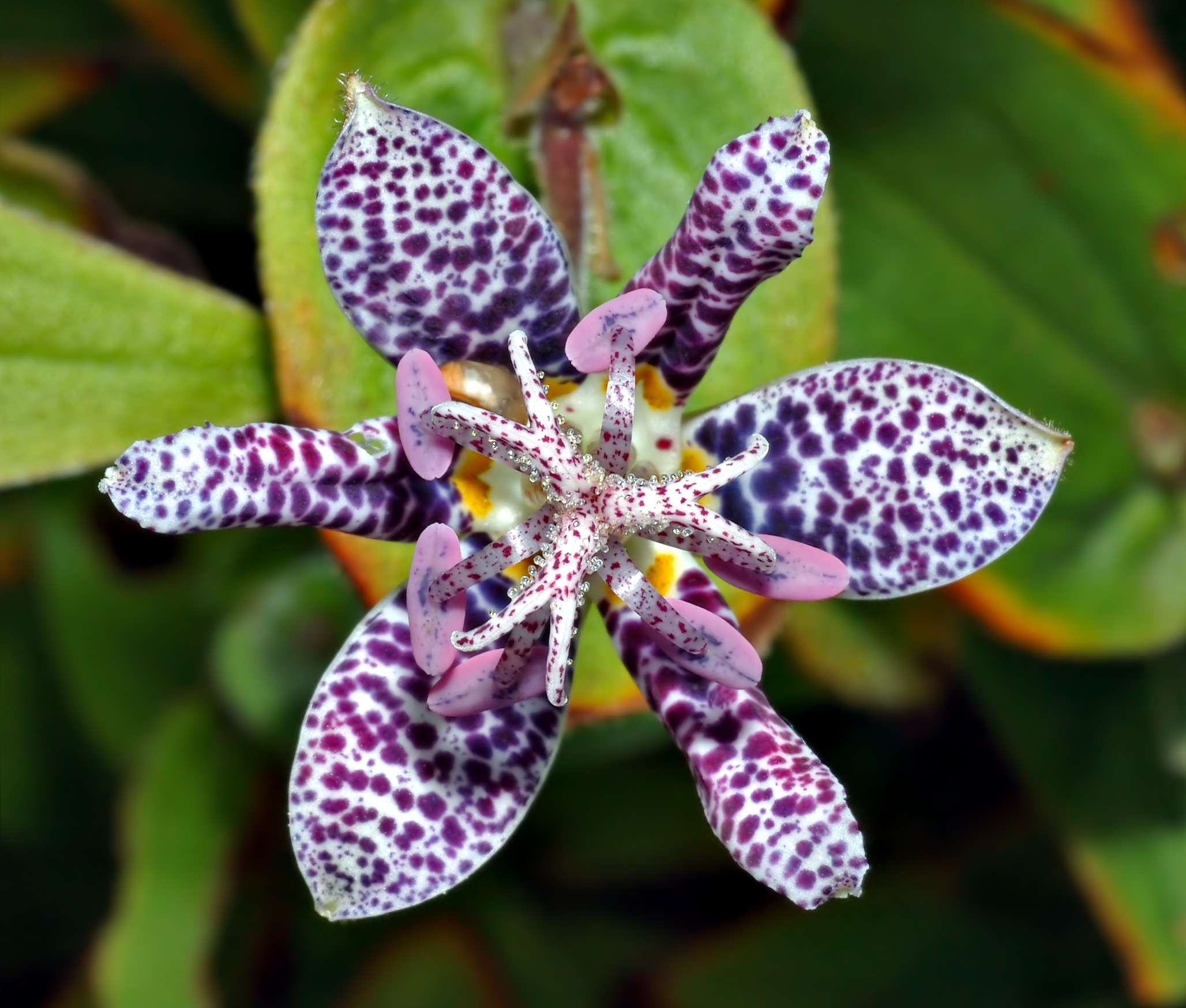
Kwiat trójsklepki owłosionej

Trójsklepka (Tricyrtis Wall.) – rodzaj wieloletnich, naziemnopączkowych roślin zielnych z rodziny liliowatych, obejmujący 23 gatunki występujące w Azji, od Himalajów do Azji Wschodniej. Gatunek trójsklepka owłosiona został introdukowany w stanach Massachusetts i Pensylwania w USA.
Nazwa naukowa rodzaju pochodzi od greckich słów τρι (tri – trzy) i κυρτος (kyrtos – wypukły), odnosząc się do miodników położonych u nasady trzech zewnętrznych listków okwiatu.

## Morfologia
Pęd podziemnyKrótkie lub długie i płożące się kłącze, zwykle tworzące stolony.
ŁodygaWzniesiona lub opadająca, niekiedy rozgałęziająca się dystalnie.
LiścieLiście łodygowe, skrętoległe, niemal siedzące, zwykle u nasady okalające łodygę.
KwiatyKwiaty zebrane w kłos złożony, rzadziej w grono, wzniesione lub rzadziej zwisłe. Okwiat pojedynczy, dzwonkowaty lub trąbkowaty, sześciolistkowy. Listki okwiatu wolne, białe lub żółte z purpurowymi kropkami, zwykle dystalnie odgięte; zewnętrzne woreczkowate lub ostrogowate. U nasady trzech zewnętrznych listków okwiatu obecne są miodniki, tworzące kuleczkowate woreczki lub krótkie ostrogi. Pręciki osadzone u nasady listków okwiatu. Nitki pręcików lekko spłaszczone, proksymalnie nachylone ku  sobie i tworzące krótką rurkę. Główki pręcików elipsoidalne. Zalążnia wąsko elipsoidalna, trzykomorowa. Szyjka słupka kolumnowata, zakończona wyraźnie trójklapowym, rozwartym znamieniem, niekiedy o rozszczepionych klapach.
OwoceSzeroko cylindryczne, wyraźnie trójkanciaste torebki. Nasiona liczne, jajowate do okrągłych, spłaszczone, drobne.
GenetykaLiczba chromosomów 2n = 26, rzadziej 24.

## Systematyka
Pozycja rodzaju według Angiosperm Phylogeny Website (aktualizowany system APG IV z 2016)
Rodzaj zaliczany do podrodziny Calochortoideae w rodzinie liliowatych Liliaceae, należącej do kladu liliowców w obrębie jednoliściennych.
Pozycja rodzaju według systemu Takhtajana (1997 i 2009)
Rodzaj zaliczany do monotypowej rodziny Tricyrtidaceae w rzędzie zimowitowców w 1997. W 2009 umieszczonej w rzędzie liliowców Liliales.
Pozycja rodzaju według systemu Kubitzkiego (1998)
Rodzaj ujęty w plemieniu Tricyrtideae w rodzinie Calochortaceae w rzędzie liliowców.
Gatunki
- Tricyrtis affinis Makino
- Tricyrtis chinensis Hir.Takah.bis
- Tricyrtis flava Maxim.
- Tricyrtis formosana Baker – trójsklepka tajwańska
- Tricyrtis hirta (Thunb.) Hook. – trójsklepka owłosiona
- Tricyrtis imeldae Guthnick
- Tricyrtis ishiiana (Kitag. & T.Koyama) Ohwi & Okuyama
- Tricyrtis lasiocarpa Matsum.
- Tricyrtis latifolia Maxim. – trójsklepka szerokolistna
- Tricyrtis macrantha Maxim.
- Tricyrtis macranthopsis Masam.
- Tricyrtis macropoda Miq. – trójsklepka wielkołodygowa
- Tricyrtis maculata (D.Don) J.F.Macbr.
- Tricyrtis nana Yatabe
- Tricyrtis ohsumiensis Masam.
- Tricyrtis ovatifolia S.S.Ying
- Tricyrtis perfoliata Masam.
- Tricyrtis pseudolatifolia Hir.Takah.bis & H.Koyama
- Tricyrtis ravenii C.I Peng & Tiang
- Tricyrtis setouchiensis Hir.Takah.
- Tricyrtis stolonifera Matsum.
- Tricyrtis suzukii Masam.
- Tricyrtis viridula Hir.Takah.bis

## Zastosowanie
Rośliny spożywczeLiście i młode pędy trójsklepki szerokolistnej, owłosionej i wielkołodygowej są spożywane po ugotowaniu.
Rośliny ozdobneZ uwagi na atrakcyjne kwiatostany trójsklepka tajwańska i owłosiona są uprawiane jako rośliny ogrodowe, przy czym najbardziej rozpowszechniony w uprawie jest mieszaniec między nimi. Z uwagi na mrozoodporność (strefy mrozoodporności 4–9) w Polsce mogą być uprawiane w gruncie (zaleca się jednak okrywanie przed zimą). Rośliny wymagają wilgotnej, żyznej i dobrze przepuszczalnej gleby i stanowiska od jasnego do pełnego cienia. Co kilka lat trójsklepki można rozmnażać przez podział kłączy. Na obszarach o wystarczająco długim lecie rośliny rozmnażają się same, przez wysiew nasion.